# Elaphrosaurus
Elaphrosaurus (Grieks: 'lichtvoetig reptiel') is een geslacht van uitgestorven vleesetende theropode dinosauriërs, behorend tot de Ceratosauria, dat leefde tijdens het Laat-Jura (Kimmeridgien) (ongeveer 155 miljoen jaar geleden) in het gebied van het huidige Tanzania. De typesoort is Elaphrosaurus bambergi.

## Vondst en naamgeving

### Elaphrosaurus bambergi
In 1910 vonden Werner Janensch en zijn assistent Isa Salim tijdens een van de grote expedities naar de Tendaguru in Duits-Oost-Afrika in 'groeve dd' nabij Kindope, 2500 meter ten noorden van de Tendaguruheuvel, het skelet van een theropode.
De typesoort Elaphrosaurus Bambergi werd in 1920 door Janensch beschreven en benoemd. De geslachtsnaam is afgeleid van het Grieks ἐλαφρός, elaphros, 'licht te dragen', 'lichtvoetig', in verwijzing naar de door Janensch vermoede hoge snelheid die het dier kon halen. De soortaanduiding eert de fabrikant Paul Bamberg vanwege diens ruimhartige financiële ondersteuning van de expedities. Tegenwoordig wordt de soortaanduiding met een kleine letter geschreven.

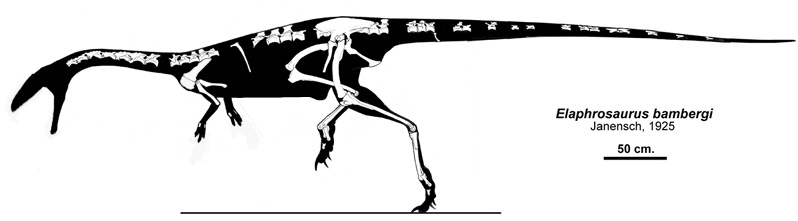
Een diagram van de gevonden elementen door Jaime Headden

Het holotype, HMN Gr.S. 38-44, is gevonden in dezelfde kleilaag van de Middle Saurian Member van de Tendaguru Formatie waar ook Giraffatitan brancai is aangetroffen. Het fossiel bestaat uit een gedeeltelijk skelet zonder schedel. Bewaard zijn gebleven: zeven halswervels, negen of acht ruggenwervels, zes of vijf sacrale wervels, twintig staartwervels, twee ribben, een chevron, een schouderblad, een ravenbeksbeen, een rechteropperarmbeen, een eerste middenhandsbeen, een vierde middenhandsbeen, beide darmbeenderen, een schaambeen, beide zitbeenderen en de linkerachterpoot. De botten zijn over het algemeen gebroken en uitsteeksels en richels zijn soms geërodeerd of vervormd. Daarnaast zijn verschillende losse tanden toegewezen.
In 1925 beschreef Janensch de vondst in detail. Bij die gelegenheid wees hij nog een tweede kootje van een tweede vinger toe, specimen HMN M.B.R. 1762, en verder een negende ruggenwervel, beide van andere individuen dan het holotype maar wel in de Tendaguru gevonden, zij het in de groeve waar de Dysalotosaurus-fossielen waren opgegraven. In 2016 werd geconcludeerd dat de wervel zoek was en dat het kootje vermoedelijk het eerste was van een eerste vinger maar niet noodzakelijkerwijze die van Elaphrosaurus: door gebrek aan overlappend materiaal kan een identiteit niet bewezen worden. Hetzelfde geldt voor talrijke losse tanden die Janensch in 1925 toewees.
Eind jaren twintig werd in het Humboldtmuseum van Berlijn door Ewald Siegert en Johannes Schober het gerestaureerde skelet opgesteld, waarbij ontbrekende delen waren aangevuld, zoals de schedel. In 1929 wijdde Janensch hier een artikel aan. Nu wees hij een door Hans Reck in 1912 gevonden spaakbeen toe, specimen HMN M.B.R. 1755. Aangezien het holotype geen spaakbeen omvatte, kan naar moderne inzichten een verband met Elaphrosaurus niet bewezen worden. Het komt ook van een andere laag en is daarbij te lang voor een dier zo groot als het holotype.
Verschillende fragmentarische vondsten uit Egypte, Europa en vooral Noord-Amerika zouden later aan Elaphrosaurus bambergi worden toegewezen. Dit werd ook gezien als een bewijs voor vrij late landverbindingen tussen Noord-Amerika en Afrika. Naar huidige inzichten is geen van deze toewijzingen correct.
Versteende sporen in 1962 bij Beit Zeit gevonden, ten westen van Jeruzalem, zijn in 2014 aan Elaphrosaurus toegewezen. Het gaat om drietenige afdrukken van een zeer lichtgebouwde maar middelgrote theropode waarvan de precieze identiteit niet is vast te stellen. De rotsen stammen uit het Onder-Krijt.
Toen het skelet voor het eerst sinds 1929 weer geheel ontmanteld, gerestaureerd en in een verbeterde houding werd opgesteld, maakte Oliver Walter Mischa Rauhut daarvan gebruik om een moderne beschrijving te geven welke in 2016 werd gepubliceerd.

### Verdere soorten
Naast de typesoort zijn nog eens vier andere soorten binnen het geslacht benoemd. In 1957 vermeldde Albert-Félix de Lapparent in een faunalijst een Elaphrosaurus iguidiensis, wat voorlopig een nomen nudum bleef. In 1960 werd de soort geldig benoemd op basis van talrijke syntypen, fragmentarisch materiaal uit vijftien vindplaatsen uit Niger, Algerije en Libië, alles daterend uit het vroege of late Krijt. Alleen al de ouderdom maakt een verband met Elaphrosaurus onwaarschijnlijk. Daarbij is het vrijwel zeker dat het materiaal meerdere soorten vertegenwoordigt.
In dezelfde publicatie benoemde de Lapparant een Elaphrosaurus gautieri op basis van materiaal uit het Jura van Niger. In 2004 werd dit het aparte geslacht Spinostropheus.
In 1980 hernoemde Dale Alan Russell Coelurus agilis Marsh 1884 in een Elaphrosaurus agilis. Hetzelfde jaar toonde John Harold Ostrom echter aan dat C. agilis een jonger synoniem was van de typesoort Coelurus fragilis. Aangezien Coelurus prioriteit heeft boven Elaphrosaurus zou zelfs bij een identiteit van de genera van een Elaphrosaurus fragilis geen sprake kunnen zijn.
In 1995 benoemde Stephan Pickering een Elaphrosaurus philtippettensis in een ongepubliceerd manuscript en datzelfde jaar een Elaphrosaurus philtippettorum in een gedrukte oplage van een ander werk waarvan het echter twijfelachtig is of het een editie vertegenwoordigt in de zin van artikel 8.1.3 van de ICZN zodat het een ongeldige nomen non rite publicatum zou zijn. De soortaanduidingen eren (het gezin van) Phil Tippett, de befaamde specialist op het gebied van visual effects. Beide namen zijn gebaseerd op specimen USNM 5737, een fragmentarisch skelet uit Colorado dat in 2005 door Kenneth Carpenter werd toegewezen aan Tanycolagreus.
Geen van de vier taxa wordt tegenwoordig dus nog als een geldige soort van Elaphrosaurus beschouwd.

## Beschrijving

### Grootte, onderscheidende kenmerken en algemene bouw

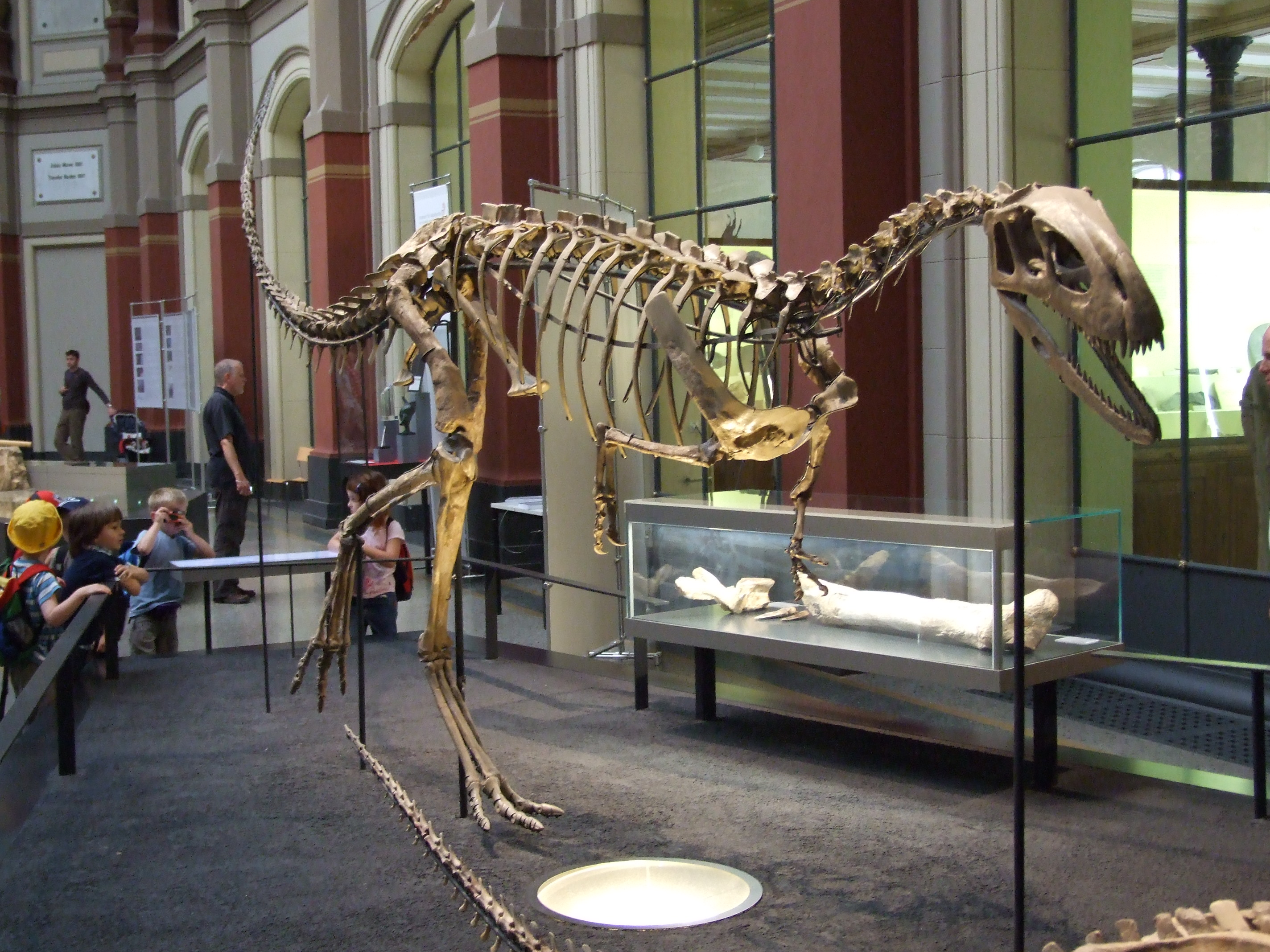
Het gerestaureerde skelet van het holotype in Berlijn in zijn verbeterde opstelling

Janensch schatte in 1925 de lichaamslengte op 535 centimeter. Het opgestelde skelet had een lengte van 569 centimeter. In 1988 gaf Gregory S. Paul een schatting die wat hoger lag op 6,2 meter bij een gewicht van 210 kilogram; de heuphoogte zou 146 centimeter hebben bedragen.
In 1925 gaf Janensch een wat uitgebreidere diagnose, als algemene indruk van de bouw. De halswervels en ruggenwervels zijn relatief langwerpig. De halswervels zijn amficoel. De halswervels hebben diepe pleurocoelen. De nekribben zijn versmolten. De diapofysen bestaan uit vleugelvormige uitsteeksels. De voorste wervel van het heiligbeen is een ingevangen dorsosacrale wervel uit de rug. De achterste staartwervels zijn langwerpig en hebben lange voorste gewrichtsuitsteeksels. De bovenarm is verkort. De vingerkootjes zijn verlengd. Het onderbeen en de voet zijn verlengd. In de middenvoet wordt het derde middenvoetsbeen wat toegeknepen door het tweede en vierde middenvoetsbeen.
In 2016 werden enkele autapomorfieën vastgesteld, unieke afgeleide eigenschappen. De halswervels hebben opvallende richels aan de onderste zijkanten van de achterkant. De halswervels hebben voorste en achterste gewrichtsuitsteeksels die meer dan anderhalfmaal zo lang zijn als breed. Aan de basis van de achterste gewrichtsuitsteeksels van de halswervels bevinden zich geen epipofysen. Het buitenste gewrichtsvlak van het tweede middenhandsbeen staat aan de onderzijde af van de schacht door een duidelijke inspringing. Aan de achterkant van het zitbeen bevindt zich aan de binnenzijde een naar achteren gerichte beenplaat. Het boveneind van het vierde middenvoetsbeen is is bijna tweeënhalfmaal langer van voren naar achteren gemeten dan overdwars breed. Verder meende Rauhut bij het sprongbeen een opgaande tak geïdentificeerd te hebben die uitzonderlijk klein was, maar drie procent van de lengte van het scheenbeen beslaand. Hij was hier niet zeker van, maar indien correct is ook hier sprake van een autapomorfie.
Daarnaast werd in 2016 een unieke combinatie van op zich niet unieke kenmerken vastgesteld. De halswervels zijn langwerpig en hebben diepe voorste en achterste uithollingen op de zijkanten. De halswervels hebben een platte tot licht bolle onderzijde zonder kiel. De achterste wervels van de nek en de voorste van de rug hebben geen pleurocoelen of pneumatische openingen. Er zijn zes sacrale wervels in het heiligbeen. De middelste staartwervels hebben lage, in zijaanzicht rechthoekige, doornuitsteeksels. De achterste staartwervels hebben wervellichamen die aanzienlijk breder zijn dan hoog en waarvan de bases van de voorste gewrichtsuitsteeksels aanzienlijk verbreed zijn. Bij het schouderblad is het blad zeer breed, meer een vijfde van de lengte van het bot. Over het deel dan het onderste schouderblad aan het schoudergewricht bijdraagt, loopt een diepe verticale groeve. Het opperarmbeen is recht met een afgeronde kop en een verkleinde deltopectorale kam die naar beneden toe naar binnen draait. De middenhandsbeenderen zijn verkort. Bij het darmbeen is de buitenwand van de groeve in de onderkant van het achterblad die dient voor de aanhechting van de Musculus caudofemoralis brevis, sterk naar buiten gedraaid. Het schaambeen mist een bovenste beenplaat aan de zijde van het zitbeen en toont geen doorborend foramen obturatum. Het zitbeen mist een inkeping tussen de bovenste beenplaat en de schacht. Het zitbeen heeft een goedontwikkelde 'voet' aan het onderste uiteinde. De kop van het dijbeen is schuin naar voren en binnen gericht. Bij het dijbeen is de trochanter minor vleugelvormig verbreed. Het bovenvlak van het scheenbeen is driehoekig door een afgeplatte voorste verbreding. Het kuitbeen heeft een grote uitholling op de onderste binnenzijde. De schacht van het tweede middenvoetsbeen heeft bovenaan minder dan de helft van de breedte van de schacht van het vierde middenvoetsbeen.
Elaphrosaurus was zoals de meeste kleinere Theropoda slank en gebouwd voor snelheid. Het lichaam is zeer langgerekt met achterpoten die, hoewel slank, kort zijn ten opzichte van de romp. Janensch gaf enkele metingen van de belangrijkste elementen van de ledematen: het opperarmbeen is 262 millimeter lang, het dijbeen 529 millimeter, het scheenbeen 608 millimeter en het derde middenvoetsbeen 391 millimeter. Het onderbeen is dus duidelijk korter dan het bovenbeen, een aanpassing aan een rennende levenswijze. Volgens Paul joeg Elaphrosaurus op Dysalotosaurus. Hij ging, op een moment dat veel andere onderzoekers het dier als een tandeloze ornithomimide zagen, ervan uit dat het dier een langgerekte schedel met tanden bezat, het belangrijkste middel om een prooi aan te vallen, gezien de kennelijk vrij zwakke armen. Paul meende ook dat Elaphrosaurus van een middelbare grootte was waarbij een warmbloedige theropode zowel veren als uitgebreidere stukken met schubben bezat.

### Skelet

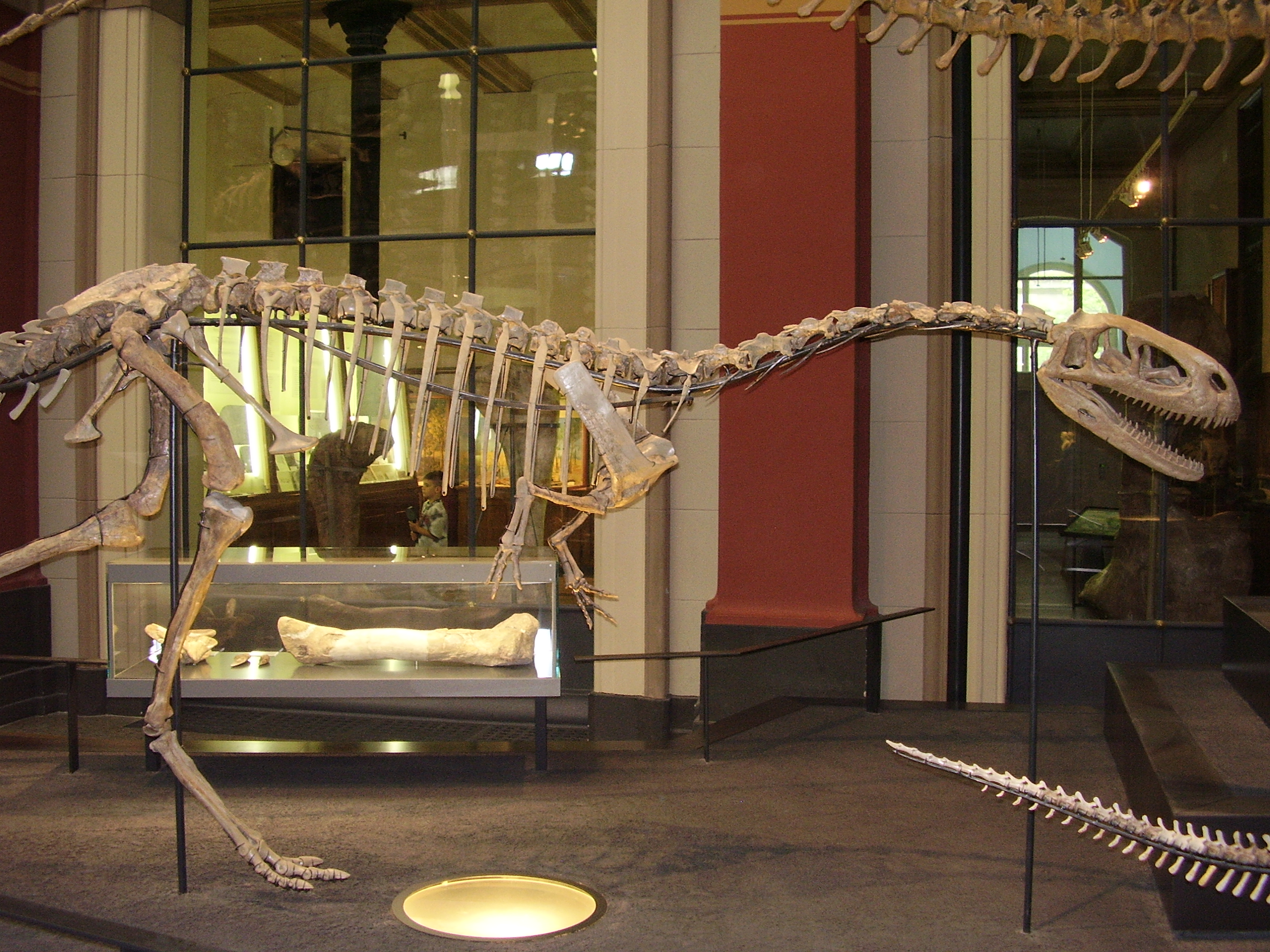
De halswervels van Elaphrosaurus zijn zeer langwerpig

Elaphrosaurus heeft tien halswervels maar er zijn er maar zeven bewaard gebleven. Daaronder bevinden zich niet de eerste en tweede, de atlas en de draaier, die door hun aparte bouw onmiddellijk herkenbaar zouden zijn. Een van de verdere wervels ontbreekt dus. Janensch meende dat de achtste ontbrak; Rauhut echter concludeerde in 2016 dat het de vierde was. Dat betekent dat de wervels die Janensch als vier tot en met zeven beschreef, bij Rauhut de numero's vijf tot en met acht zijn.
De halswervels zijn zeer langgerekt, vooral de middelste, nummers zes en zeven. Dat is zeer afwijkend van de toestand bij de Ceratosauria als geheel of van grote vormen bij de Tetanurae. Het is echter normaal voor Coelophysidae en Ornithomimidae. De nek staat in een sterke S-curve. De halswervels zijn sterk ingesnoerd, verticaal maar vooral ook overdwars. De halswervels zijn duidelijk amficoel, waarbij het voorste gewrichtsfacet zelfs holler is dan het achterste. Ook dit is een afwijking van de normale toestand bij ceratosauriërs en basale tetanuren waarin het voorste facet plat is. Behalve bij de derde en tiende wervel zijn er uithollingen op de zijkanten, een vooraan en een achteraan. Dit zijn echter geen pleurocoelen; er zit dus geen gat in het diepste eind waar doorheen een uitloper van een luchtzak het holle binnenste van het bot had kunnen bereiken. De doorsnede overdwars van de wervels is rechthoekig. De onderzijde is vlak met achteraan een lichte uitholling overdwars, begrensd door dunne richeltjes die schuin naar buiten uitstaan. Zulke laminae zijn uniek; als andere soorten in die positie richels tonen, zijn die breed en robuust, Een kiel ontbreekt behalve in de vorm van een zeer lage en korte verheffing in het midden van het ondervlak van de tiende wervel. Net als bij de Abelisauridae zijn de wervelbogen laag, niet hoger dan het wervellichaam. De zijuitsteeksels zijn naar onderen en beneden uitstekende beenplaten met, vooral bij de achterste wervels, een brede basis. De voorste gewrichtsuitsteeksels zijn lang, ook bij de achterste wervels, en opvallend nauw, smaller dan lang terwijl ze bij de meeste theropoden breder dan lang zijn. Ook de achterste gewrichtsuitsteeksels zijn opvallend lang en dun. Achteraan in de reeks overhangen ze de achterliggende wervels. Ze hebben epipofysen, uitsteeksels op hun bases, een toestand die verder onder de Theropoda alleen bij de vogels voorkomt. De doornuitsteeksels zijn bij alle wervels afgebroken; wat het opgestelde skelet toont, zijn dus reconstructies. Vermoedelijk leken ze op die van Coelophysoidea en waren ze laag en van voor naar achteren lang, twee derden van de wervelboog beslaand. Bij de achterste wervels wordt het doornuitsteeksel in zijaanzicht smaller maar verdikt nauwelijks overdwars, op de achterrand na. Bij de meeste halswervels zijn de nekribben vergroeid, net als bij Ceratosaurus en de Maniraptora.
Van de ruggenwervels zijn de voorste vijf bewaard gebleven en de tiende tot en met twaalfde. Een laatste dorsosacrale wervel die Janensch als de dertiende ruggenwervel zag, rekende Rauhut onder de sacrale wervels. De ruggenwervels zijn erg langwerpig en overdwars ingesnoerd. De eerste ruggenwervel heeft een duidelijke kiel die naar voren uitloopt in een hypapofyse, een verdikking van de onderrand van het voorste gewrichtsfacet. Naar achteren in reeks wordt de kiel echter snel lager om bij de vijfde wervel geheel verdwenen te zijn. De achterste ruggenwervels hebben holle wervellichamen.

## Fylogenie
Elaphrosaurus is bij zeer veel verschillende groepen ingedeeld. Janensch plaatste het dier eerst in de Coelurosauria, indertijd een verzamelbegrip voor kleine theropoden. Hij achtte het dier te verschillend van andere groepen theropoden om het op 'familieniveau' in te delen. Baron Franz Nopcsa vermoedde al in 1924 een verband met de Ornithomimidae wegens de gelijkende enkel en algehele slanke bouw maar Janensch wees dit in 1925 af omdat hij het onjuist achtte op grond van een enkel kenmerk een verwantschap aan te nemen, zeker als de eigenschap plausibel een geval kon zijn van convergente evolutie. Nopcsa plaatste Elaphrosaurus desalniettemin in 1928 in de Ornithomimidae. De meeste onderzoekers gingen daar niet in mee maar plaatsen het dier in de Coeluridae. In 1982 beweerde Peter Malcolm Galton, in navolging van een studie door Dale Alan Russell uit 1972, dat het toch een ornithomimide zou zijn. Het geslacht zou dan unieke informatie beiden over de vroege evolutie van de ornithomimiden. In 1988 werd dit door Paul, die ondertussen begrepen had hoe dicht de Ornithomimidae bij de vogels staan, verworpen: hij suggereerde dat Elaphrosaurus een laat lid van de Coelophysidae zou zijn, een idee dat in 1992 weer opgepakt werd door Fernando Emilio Novas en in 2004 door Thomas Richard Holtz.
Cladistische analyses toonden in het midden van de jaren negentig aan dat Elaphrosaurus tot de Ceratosauria behoorde. Sommige studies hadden als uitkomst dat hij basaal in de Ceratosauria stond, andere dat hij een lid was van de Noasauridae. Het onderzoek werd echter gehinderd door het feit dat geen moderne beschrijving ter beschikking stond.